# ودانگ راینا
ودانگ راینا (انگلیسی: Vedang Raina؛ زادهٔ ۲ ژوئن ۲۰۰۰) بازیگر است. وی از سال ۲۰۲۳ میلادی تاکنون مشغول فعالیت بوده است.